# ماركوس تايلور
ماركوس تايلور (بالإنجليزية: Marcus Taylor)‏ مواليد 25 نوفمبر 1981 في لانسنغ، هو لاعب كرة سلة أمريكي معتزل. بدأ مسيرته الاحترافية في سنة 2002. تم اختياره من قبل فريق مينيسوتا تمبر ولفز خلال الدرافت. يبلغ طوله 6 قدم 3 بوصة (1.9 م). اعتزل اللعب في 2011.

## المسيرة الاحترافية
لعب مع أسفيل باسكت في الدوري الفرنسي في موسم 2003–2004، ثم لعب مع كانتون شارج في سنة 2005، ثم لعب مع أوكلاهوما سيتي بلو في سنة 2006، ثم لعب مع تي بي بي ترير في الدوري الألماني من سنة 2006 إلى 2009.

## روابط خارجية
- ماركوس تايلور على موقع الاتحاد الدولي لكرة السلة (الإنجليزية)
- ماركوس تايلور على موقع سبورتس رفرنس (الإنجليزية)
- ماركوس تايلور على موقع كرة السلة الأوروبية.كوم (الإنجليزية)
- ماركوس تايلور على موقع كلية كرة السلة في سبورتس رفرنس.كوم (الإنجليزية)
- ماركوس تايلور على موقع ريلجم (الإنجليزية)
- ماركوس تايلور على موقع بروبوليرز (الإنجليزية)
- ماركوس تايلور على موقع سبورتس رفرنس (الإنجليزية)
- ماركوس تايلور على موقع سبورتس رفرنس (الإنجليزية)